# 27. Infanterie-Brigade (Deutsches Kaiserreich)
Die 27. Infanterie-Brigade war ein Großverband der Preußischen Armee.

## Geschichte
Am 5. September 1818 wurde in Düsseldorf die 14. Infanterie-Brigade aufgestellt und am 29. April 1852 in 27. Infanterie-Brigade umbenannt. Sie hatte dort ihren Standort bis 1895, als sie nach Köln verlegt wurde und bis zum Kriegsende blieb.
Sie war bis zum 1. März 1915 Teil der 14. Division mit Standort in Düsseldorf, die dem VII. Armee-Korps im westfälischen Münster zugeordnet war.
Zum 1. März 1915 wurde die Brigade mit der Eingliederung in die 50. Infanterie-Division, die im Frühjahr 1915 an der Westfrontaufgestellt wurde, in 100. Infanterie-Brigade umbenannt.

### Deutsch-Französischer Krieg 1870/1871
Im Deutsch-Französischen Krieg war die Brigade
an den Schlachten von Gravelotte, Bellevue Orléans, Schlacht bei Mars-la-Tour sowie an der Belagerung von Metz beteiligt.

### Erster Weltkrieg
Mit der Mobilmachung im August 1914 musste die Brigade das Brigade Ersatz Bataillon 27 aufstellen und wurde im Verband der 15. Division (bis März 1915) und der 50. Infanterie-Division ausschließlich an der Westfront eingesetzt.
Zu den Kampfhandlungen, Gefechten und Schlachten siehe Gefechtskalender der 15. Division.

## Gliederung
1852 bis 1855
- 13. Infanterie-Regiment
- 16. Landwehr-Regiment
- Landwehr-Bataillon Attendorn des 37. Infanterie-Regiments (5. Reserve-Regiment)[3]

1856 bis 1859
- 16. Infanterie-Regiment, ab 1860 3. Westfälisches Infanterie-Regiment Nr. 16, ab 1889 Infanterie-Regiment Freiherr von Sparr (3. Westfälisches) Nr. 16
- 16. Landwehr-Regiment
- Landwehr-Bataillon Attendorn des 37. Infanterie-Regiments (5. Reserve-Regiment), ab 1861 Landwehr-Bataillon Attendorn Nr. 37

1860 bis 1866
- 3. Westfälisches Infanterie-Regiment Nr. 16
- 7. Westfälisches Infanterie-Regiment Nr. 56
- 3. Westfälisches Landwehr-Regiment Nr. 16
- Landwehr-Bataillon Attendorn Nr. 37[4]

1867
- Niederrheinisches Füsilier-Regiment Nr. 39
- 1. Hannoversches Infanterie-Regiment Nr. 74
- 3. Westfälisches Landwehr-Regiment Nr. 16
- Landwehr-Bataillon Attendorn Nr. 37

1868 bis 1869
- Niederrheinisches Füsilier-Regiment Nr. 39
- 1. Hannoversches Infanterie-Regiment Nr. 74
- 3. Westfälisches Landwehr-Regiment Nr. 16
- 7. Westfälisches Landwehr-Regiment Nr. 56

1871 bis 1889
- 3. Westfälisches Infanterie-Regiment Nr. 16
- Niederrheinisches Füsilier-Regiment Nr. 39
- 3. Westfälisches Landwehr-Regiment Nr. 16
- 7. Westfälisches Landwehr-Regiment Nr. 56

1889 bis 1891
- Infanterie-Regiment Freiherr von Sparr (3. Westfälisches) Nr. 16
- Niederrheinisches Füsilier-Regiment Nr. 39

1892 bis 1914
- Infanterie-Regiment Freiherr von Sparr (3. Westfälisches) Nr. 16
- 5. Westfälisches Infanterie-Regiment Nr. 53

Kriegsgliederung bei Mobilmachung im August 1914
- Wie zuvor

## Kommandeure
| Name                           | Datum                                  |
| ------------------------------ | -------------------------------------- |
| Ferdinand von Kusserow         | 04. Mai 1852 bis 25. Oktober 1854      |
| Gustav von Arnim               | 26. Oktober 1854 bis 3. April 1857     |
| Karl von Plonski               | 04. April 1857 bis 6. Mai 1857         |
| Bogislav von Ciesielski        | 07. Mai 1857 bis 9. Mai 1861           |
| Maximilian von Schlegel        | 10. Mai 1861 bis 16. Dezember 1863     |
| Georg Ferdinand von Bentheim   | 17. Dezember 1863 bis 21. Januar 1864  |
| Emil von Schwartzkoppen        | 22. Januar 1864 bis 29. Oktober 1866   |
| Adolf von Dorpowski            | 30. Oktober 1866 bis 13. Juli 1870     |
| Bruno von Francois             | 14. Juli 1870 bis 5. August 1870       |
| Emil von Conrady               | 06. August 1870 bis 14. September 1870 |
| August von Pannwitz            | 15. September 1870 bis 16. Juni 1871   |
| Bernhard von Schkopp           | 17. Juni 1871 bis 11. April 1873       |
| Rudolf von Barby               | 12. April 1873 bis 17. Mai 1876        |
| Wilhelm Marschall von Sulicki  | 18. Mai 1876 bis 12. April 1878        |
| Ferdinand Otto von Sperling    | 13. April 1878 bis 12. März 1879       |
| Leopold von Dallmer            | 13. März 1879 bis 9. Juli 1880         |
| Ludwig von Petersdorff         | 10. Juli 1880 bis 2. November 1885     |
| Friedrich von Lehmann          | 03. November 1885 bis 14. Januar 1887  |
| Hans Herwarth von Bittenfeld   | 15. Januar 1887 bis 31. März 1890      |
| Paul Patrunky                  | 01. April 1890 bis 17. Juni 1892       |
| Wilhelm von Holleben           | 18. Juni 1892 bis 13. Mai 1894         |
| Arnold von Brackel             | 14. Mai 1894 bis 17. November 1897     |
| Hans von Schierstedt           | 18. November 1897 bis 14. Juni 1899    |
| Rudolf von Sanden              | 15. Juni 1899 bis 17. Oktober 1900     |
| Adolf von Bülow                | 18. Oktober 1900 bis 16. Februar 1903  |
| Joseph Wierzbowski             | 17. Februar 1903 bis 23. April 1904    |
| Paul Stephan                   | 24. April 1904 bis 22. April 1907      |
| Kurt von Henning auf Schönhoff | 23. April 1907 bis 21. März 1910       |
| Hermann von Oppeln-Bronikowski | 22. März 1910 bis 8. März 1912         |
| Friedrich Fleck                | 09. März 1912 bis 1. August 1914       |
| Benno von Massow               | 02. August 1914 bis 29. April 1915     |